# Cáo culpeo

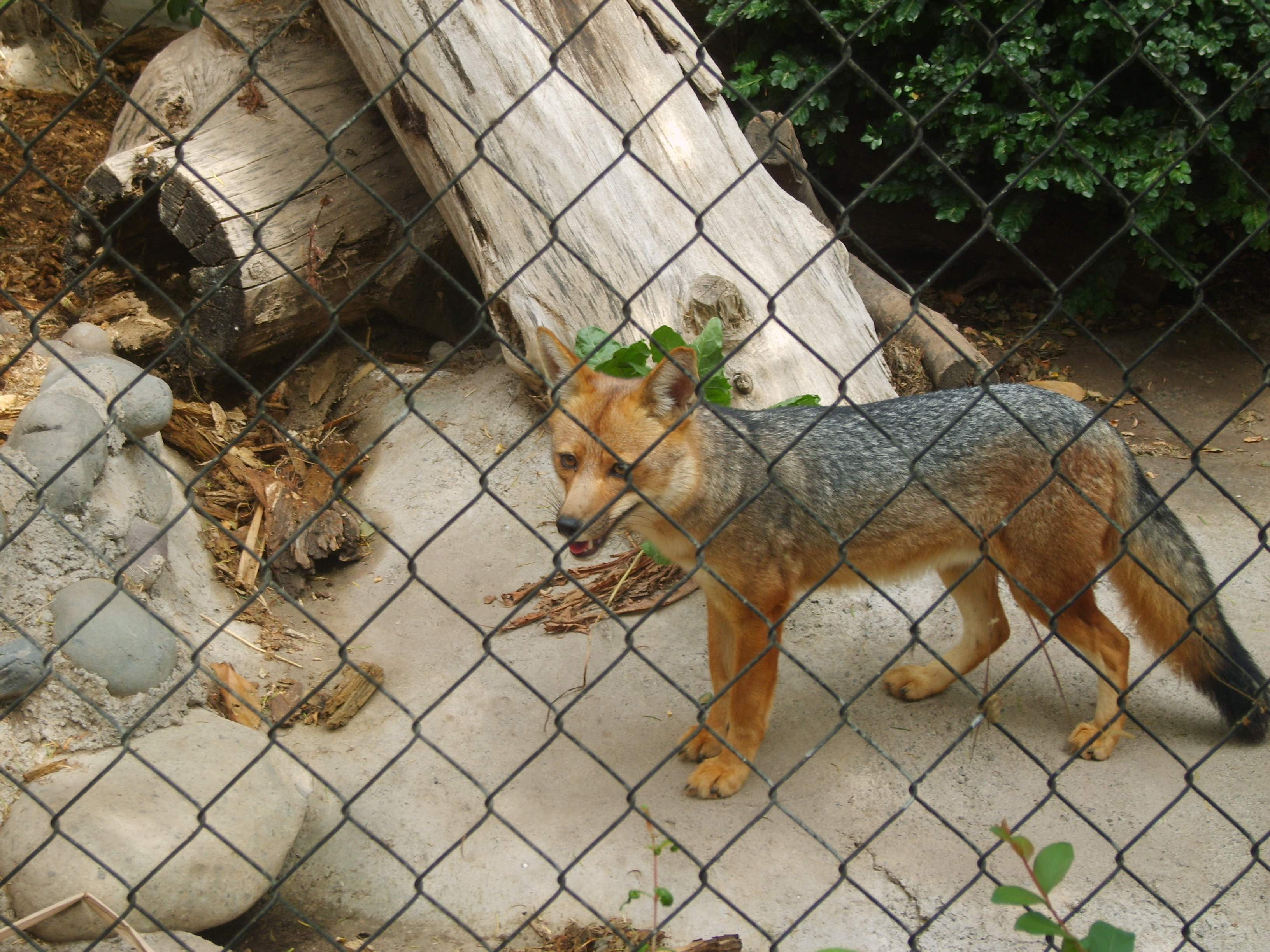
Nuôi nhốt

Cáo culpeo (danh pháp hai phần: Lycalopex culpaeus) là một loài chó hoang dã sống ở Nam Mỹ. Nó là loài chó hoang dã bản địa lớn thứ hai ở Nam Mỹ, sau loài sói bờm. Về bề ngoài, nó có nhiều đặc điểm giống cáo đỏ. Lông cáo culpeo xám và nâu đỏ. Cằm màu trắng, chân nâu đỏ, lưng có sọc mờ.
Cáo culpeo chủ yếu ăn động vật gặm nhấm, thỏ, chim và thằn lằn, thỉnh thoảng ăn thực vật và xác chết. Ngoài ra, cáo culpeo thỉnh thoảng tấn công cừu, và do đó thường bị săn bắn hoặc đầu độc. Ở một số vùng, cáo culpeo đã trở nên hiếm hoi, nhưng nhìn chung, loài này chưa có nguy cơ tuyệt chủng.

## Mô tả
Cáo culpeo khá lớn. Trọng lượng trung bình của con đực là 11,4 kg (25 lb), còn trọng lượng trung bình của con cái là 8,4 kg (19 lb). Tổng chiều dài từ 82 đến 152 cm (32 đến 60 in), tính cả đuôi dài 30 đến 51 cm (12 đến 20 in). Cổ và vai thường màu nâu hoặc hung đỏ, lưng màu sẫm, chóp đuôi đen.

## Phạm vi phân bố
Cáo culpeo sống tự nhiên ở Ecuador, Peru, miền nam Patagonia, và Đất Lửa. Có một vài quần thể cáo sống ở miền nam Colombia. Loài này phổ biến nhất ở sườn phía tây của dãy núi Andes. Cáo culpeo chủ yếu sống ở thảo nguyên và rừng rụng lá. Cáo culpeo đã được nhập vào miền tây quần đảo Falkland.

## Phân loài
- Lycalopex culpaeus andinus (Thomas, 1914)
- Lycalopex culpaeus culpaeus (Molina, 1782)
- Lycalopex culpaeus lycoides (Philippi, 1896)
- Lycalopex culpaeus magellanicus (Gray, 1837)
- Lycalopex culpaeus reissii (Hilzheimer, 1906)
- Lycalopex culpaeus smithersi (Thomas, 1914)

## Hình ảnh

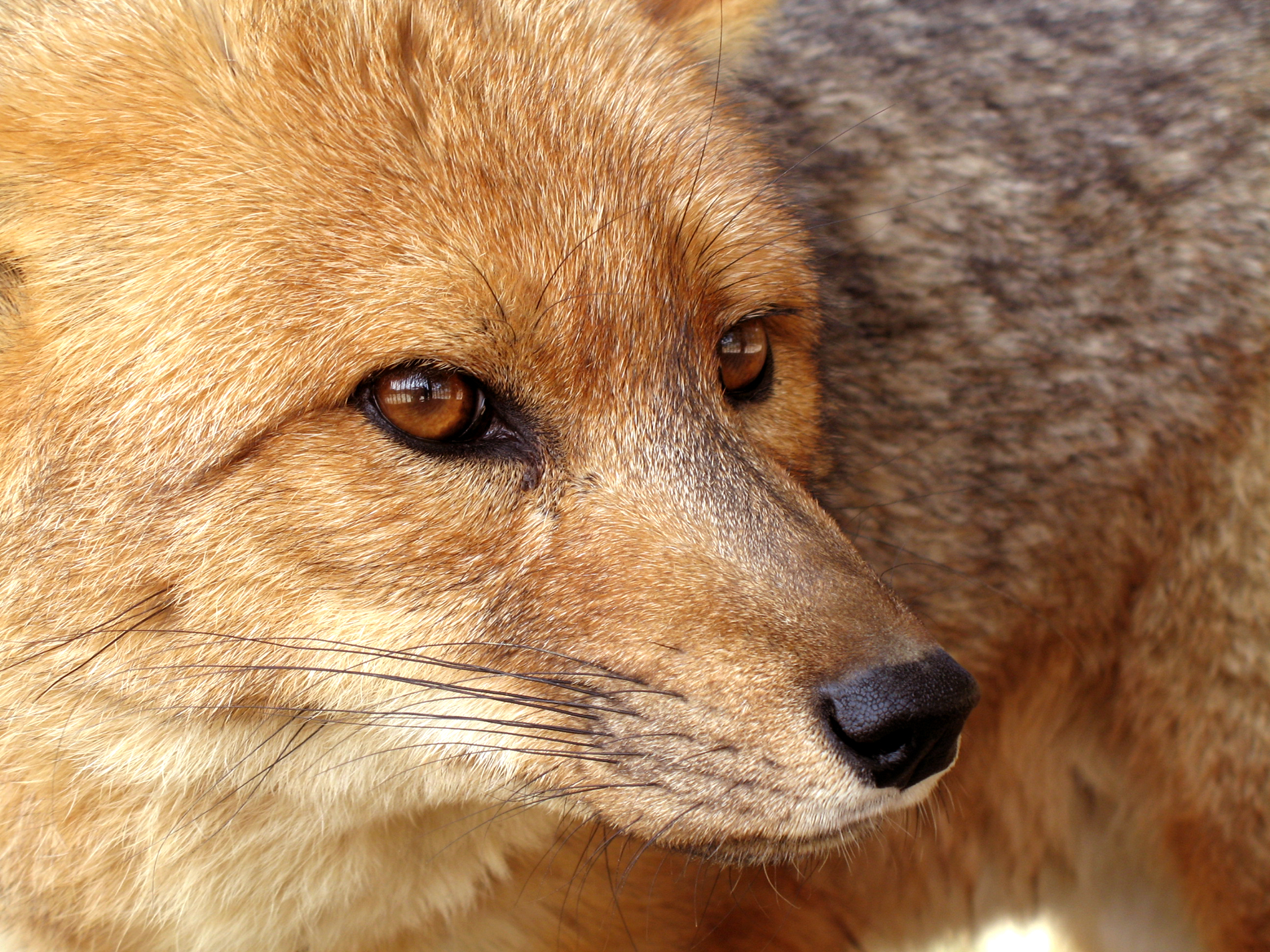
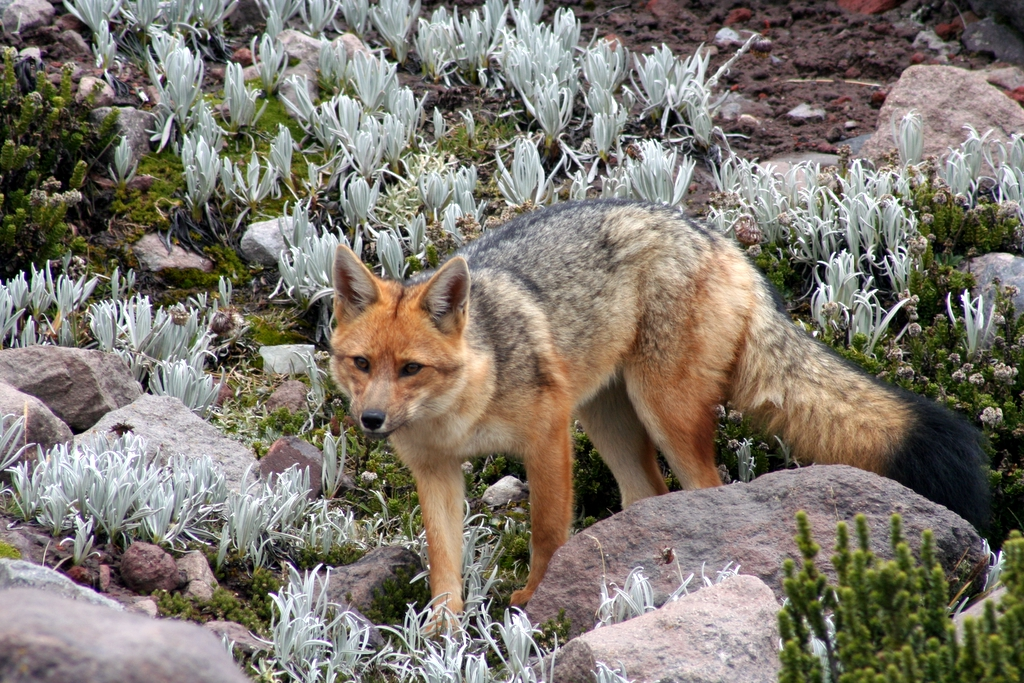